# Estado funcional
En medicina (oncología y otros campos), el estado funcional (performance status, en inglés) es un método para cuantificar el bienestar general y las actividades de la vida diaria que pueden realizar los pacientes con cáncer. Esta medida se utiliza para determinar si pueden recibir quimioterapia, si es necesario ajustar la dosis y como medida para la intensidad necesaria de cuidados paliativos. También se utiliza en ensayos controlados aleatorizados en el campo de la oncología como medida de calidad de vida.

## Escalas de puntuación
Existen varios sistemas o escalas de puntuación. Los más utilizados son la escala de Karnofsky y la escala de Zubrod, esta última utilizada en publicaciones de la OMS. Para los niños, se utiliza la escala de Lansky. Otro sistema común es el del Eastern Cooperative Oncology Group (ECOG). Entre los sistemaas de puntuación paralelos se incluye la escala Global Assessment of Functioning (GAF), que se ha incorporado como el quinto eje del Diagnostic and Statistical Manual (DSM) de psiquiatría.

### Escala de Karnofsky
La escala de estado funcional de Karnofsky (KPS, por sus siglas en inglés), también llamada "índice de Karnofsky", va de 100 a 0, donde 100 es salud "perfecta" y 0 es muerte. En ocasiones, los médicos asignan puntuaciones de rendimiento en intervalos estándar de 10 puntos. Este sistema de puntuación debe su nombre a David A. Karnofsky, que describió la escala junto con los también doctores Walter H. Abelmann, Lloyd F. Craver y Joseph H. Burchenal en 1948. El objetivo principal de su desarrollo fue permitir a los médicos evaluar la capacidad de un paciente para sobrevivir a la quimioterapia contra el cáncer.
- 100 - Normal, sin molestias ni signos de enfermedad.
- 90 - Capaz de realizar una actividad normal, pero con signos o síntomas leves de enfermedad.
- 80 - Realiza actividad normal con esfuerzo; algunos signos o síntomas de enfermedad.
- 70 - El paciente cuida de sí mismo pero es incapaz de realizar una actividad normal o un trabajo activo.
- 60 - Requiere ayuda ocasional pero es capaz de atender la mayoría de sus necesidades personales.
- 50 - Requiere asistencia considerable y cuidados médicos frecuentes.
- 40 - Paciente ya discapacitado; requiere cuidados y asistencia especiales.
- 30 - Gravemente discapacitado; está indicado el ingreso hospitalario aunque la muerte no sea inminente.
- 20 - Muy enfermo; ingreso hospitalario necesario; tratamiento de apoyo activo necesario.
- 10 - Moribundo; los procesos mortales progresan rápidamente.
- 0 - Posible fallecimiento

### Escala ECOG/OMS/Zubrod
La escala del Eastern Cooperative Oncology Group (ECOG) (publicada por Oken et al. en 1982), también denominada de la OMS o escala de Zubrod (por C. Gordon Zubrod), va de 0 a 5, donde 0 denota una salud perfecta y 5 la muerte: Su ventaja sobre la escala de Karnofsky radica en su simplicidad.
- 0 - Paciente sintomático pero totalmente activo, capaz de realizar todas las actividades previas a la enfermedad, sin restricciones.
- 1 - Paciente sintomático pero completamente ambulatorio. Limitado en actividades físicamente extenuantes pero ambulatorio y capaz de realizar trabajos de naturaleza ligera o sedentaria. Por ejemplo, tareas domésticas ligeras, trabajo de oficina.
- 2 - Paciente sintomático, pasa menos del 50% del tiempo en cama durante el día. Deambulatorio y capaz de todo cuidado personal pero incapaz de llevar a cabo cualquier actividad laboral. Levantado más del 50% de las horas de vigilia.
- 3 - Paciente sintomático, pasa más del 50% en cama, pero no totalmente encamado. Capaz sólo de cuidados limitados, confinado en cama o silla el 50% o más de las horas de vigilia.
- 4 - Encamado y completamente discapacitado. No puede cuidar de sí mismo. Totalmente confinado a la cama o a la silla.
- 5 - Fallecimiento.

### Escala de Lansky
Los niños, que podrían tener más problemas para expresar su calidad de vida experimentada, requieren un sistema de puntuación algo más observacional, sugerido y validado por Lansky et al.  en 1987:
- 100 - totalmente activo, normal.
- 90 - restricciones menores durante la actividad física extenuante.
- 80 - activo, pero se cansa más rápidamente.
- 70 - mayores restricciones para el juego y menor tiempo dedicado a la actividad lúdica.
- 60 - puede estar de pie e ir de un lado a otro, pero el juego activo es mínimo; se mantiene ocupado participando en actividades más tranquilas.
- 50 - está tumbado gran parte del día, pero se viste; no juega activamente; aunque participa en todos los juegos y actividades tranquilas.
- 40 - principalmente en la cama; participa en actividades tranquilas
- 30 - encamado; necesita ayuda incluso para juegos tranquilos.
- 20 - duerme a menudo; juego totalmente limitado a actividades muy pasivas.
- 10 - no juega; no sale de la cama.
- 0 - no responde.

## Comparación
Una traducción entre las escalas de Zubrod y Karnofsky que funciona especialmente bien para pacientes sanos ha sido validada en una amplia muestra de pacientes con cáncer de pulmón: 
- Zubrod 0 equivale a Karnofsky 90-100
- Zubrod 1 equivale a Karnofsky 70-80
- Zubrod 2 equivale a Karnofsky 50-60
- Zubrod 3 equivale a Karnofsky 30-40
- Zubrod 4 equivale a Karnofsky 10-20
- Zubrod 5 equivale a Karnofsky 0